# Římskokatolická farnost Ivanovice na Hané
Římskokatolická farnost Ivanovice na Hané je územní společenství římských katolíků s farním kostelem svatého Ondřeje v děkanátu Vyškov.

## Historie farnosti
První nepřímá zmínka o kostele pochází z roku 1183, z roku 1234 pochází už výslovná zmínka.
Nejstarší částí nynějšího chrámu je presbytář (kněžiště), který byl kdysi gotický. Chrámová loď byla vystavěna na začátku 16. století. Od roku 1590 do roku 1624 byl kostel s farou v rukou Českých bratří. V roce, kdy museli opustit Ivanovice, vyhořel kostel, fara, radnice a shořely i všechny farní matriky. Od roku 1624 je kostel definitivně v katolických rukou. Dnešní vnější podobu má kostel od roku 1784. Velká oprava kostela se uskutečnila v roce 1890 a poté po jeho poškození na konci druhé světové války.

## Duchovní správci
Prvním známým duchovním správcem byl Martin Thome v první polovině patnáctého století. Jmenovitý přehled ivanovických farářů je doložen od roku 1624.  Současným farářem je od července 2014 R. D. Mgr. Jaroslav Špargl.

## Aktivity ve farnosti
Farnost se pravidelně zapojuje do akce Tříkrálová sbírka. V roce 2018 se při ní v Ivanovicích vybralo 53 656 korun.